# Studentenwerk Magdeburg
Das Studentenwerk Magdeburg ist ein deutsches Studentenwerk und eine Anstalt des öffentlichen Rechts (A.ö.R.). Als eines von zwei Studentenwerken in Sachsen-Anhalt zeichnet es sich für den im nördlichen Teil des Bundeslandes und für die Betreuung Studierender von vier Hochschulen zuständig.

## Geschichte
Das Studentenwerk Magdeburg wurde im November 1990 als Dienstleistungsnetzwerk gegründet, welches Studierenden und Mitarbeitern der Hochschulen der Stadt bei sozialen, ökonomischen und kulturellen Anliegen zur Seite steht.
Durch Gründung und Fusionen weiterer Hochschulen im nördlichen Sachsen-Anhalt ist das Studentenwerk an vier Hochschulen, der Universität Magdeburg, der Hochschule Magdeburg-Stendal, der Hochschule Harz und der Theologischen Hochschule Friedensau, und auf acht Campus ansässig. Die Hauptstelle befindet sich auf dem UniCampus Magdeburg.

## Infrastruktur
Insgesamt betreibt das Studentenwerk Magdeburg  sechs Mensen, sechs Cafés und Cafeterien und siebzehn Studentenwohnheime mit einer Kapazität von 1663 Plätzen. Soziale Beratungsangebote befinden sich an drei Standorten, es werden zwei Kindertageseinrichtungen betrieben. Das Studentenwerk ist (Stand 2024) für rund 21.500 Studierende zuständig.